# کرم ترومپت
کرم ترومپت (نام علمی: Lagis koreni) گونه‌ای کرم است که در سرده کرم‌های نان‌بستنی لاگیس و تیره کرم‌های نان‌بستنی قرار دارد. این جانور پرتار، آبزی و در نواحی اروپایی دریاهایی مثل اقیانوس منجمد شمالی، اقیانوس اطلس، دریای شمال، دریای مدیترانه و دریای آدریاتیک زندگی می‌کند.